# Melvine Azah
Melvine Azah, née le 10 mars 1992, est une actrice, autrice et productrice camerounaise. Elle est lauréate à la 22e édition du Festival Écrans Noirs de Yaoundé pour son interprétation dans Rebel Pilgrim de Cosson Chinepoh.  

## Biographie

### Enfance et débuts
Melvine Azah, née le 10 mars 1992, est originaire de la région du Nord-Ouest du Cameroun. Elle commence sa carrière artistique au théâtre avant de se lancer dans le cinéma en 2013. Elle se forme au Ruphinas House of Fame à Bamenda. En 2017, elle est nommée dans la catégorie meilleur second rôle féminin pour son rôle dans le film Ndonne aux Cameroon Academy Film Awards à Londres, ainsi que dans la catégorie meilleur espoir féminin aux Red Feather Awards,.

### Carrière
Melvine Azah fait son apparition dans plusieurs films et courts métrages : Rebel Pilgrim de Paul Samba et Chinepoh Cosson en 2017, Ndonne de Naya Ruphinas sorti en 2016, ainsi que Zig zag, Wain Wi et The Beast. Son interprétation dans Rebel Pilgrim de Cosson Chinepoh lui vaut de recevoir le prix de meilleure actrice camerounaise lors de l'édition 2018 des Écrans Noirs de Yaoundé . Dans ce film, elle joue le rôle de Leyonga, une adolescente de 17 ans que son père tente de marier de force à un ami âgé pour financer la dot de sa quatrième femme. En 2018, elle participe également à l’évènement Sotigui 2018 qui récompense des personnalités du cinéma africain. 

## Filmographie
- 2016 : Ndonne ;
- 2017 : Rebel Pilgrim ;
- 2019 : Ngwena ;
- 2019 : Missing ;
- 2020 : No Time ;
- 2023 : Wrong Journey ;
- 2024 : The Last Drop of Tears[2].

## Distinctions
- Meilleure actrice longs métrages à la première édition des LFC Awards[1];
- Meilleur second rôle féminin pour son jeu dans le film Ndonne au Cameroun Academy Film Awards à Londres[2];
- Meilleure actrice camerounaise à la 22e édition du Festival Écrans noirs[1].